# Lightnin' (1925)
Lightnin' is een Amerikaanse stomme film uit 1925 onder regie van John Ford. De hoofdrollen worden vertolkt door Jay Hunt, Madge Bellamy en Wallace MacDonald. Het scenario is gebaseerd op het gelijknamig toneelstuk van Winchell Smith en Frank Bacon. Destijds werd de film in Nederland uitgebracht onder de titel Hotel Calivada.

## Verhaal
Lightnin' Bill Jones, een man die van de drank houdt, voert klusjes uit in het Calivada-hotel dat uitgebaat wordt door zijn vrouw en hun geadopteerde dochter Millie. Vastgoedhandelaren die erachter gekomen zijn dat het hotel op het traject van een toekomstige spoorlijn staat, overtuigen mevrouw Jones om het land te verkopen, maar op advies van John Marvin, een jonge advocaat die verliefd is op Millie, weigert Bill de koopovereenkomst te ondertekenen. Mevrouw Jones stuurt hem het huis uit en hij gaat in het Old Soldiers' Home wonen. Op aanraden van de intriganten daagt mevrouw Jones haar man voor de rechter om een scheiding te bekomen. Ze verandert echter van gedachten en verzoent zich met Bill. De intriganten worden gearresteerd en John en Millie verloven zich.

## Rolverdeling
| Acteur               | Personage                      | Opmerkingen      |
| -------------------- | ------------------------------ | ---------------- |
| Jay Hunt             | William "Lightnin' Bill" Jones |                  |
| Madge Bellamy        | Miss Millie Jones              |                  |
| Wallace MacDonald    | John Marvin                    |                  |
| J. Farrell MacDonald | Judge Lemuel Townsend          |                  |
| Ethel Clayton        | Margaret Davis                 |                  |
| James A. Marcus      | Sheriff Blodgett               | als James Marcus |
| Edythe Chapman       | Mrs. Bill Jones                |                  |
| Otis Harlan          | Zeb                            |                  |
| Brandon Hurst        | Everett Hammond                |                  |
| Richard Travers      | Mr. Raymond Thomas             |                  |
| Peter Mazutis        | Oscar                          |                  |